# Куп, Денис
Денис Нил Куп (англ. Denys Neil Coop), более известный как Денис Н. Куп (англ. Denys N. Coop) (20 июля 1920 – 16 августа 1981) — английский оператор. Он был президентом Британского общества операторов с 1973 по 1975 год.
Куп был наиболее известен своей работой над фильмом «Супермен» (1978), за который он и его команда получили премию «Оскар» за особые достижения и премию Майкла Бэлкона.

## Биография
Денис Нил Куп работал первым и вторым помощником оператора, примерно в пятнадцати фильмах, выпущенных в период с 1936 по 1948 год, включая: «До свиданья, мистер Чипс» (1939) и «Багдадский вор» (1940). Его ранняя карьера была прервана Второй мировой войной, во время которой он служил в Королевских ВВС.
Затем он был оператором почти в сорока фильмах, (работая, в частности, с главными операторами: Освальдом Моррисом и Жоржем Периналем), выпущенными в период с 1945 по 1970 год, включая: «Третий человек» (1949), «Ричард III» (1955), «Здравствуй, грусть!» (1958) и «Лолита» (1962).
В качестве главного оператора, он участвовал в создании двадцати шести фильмов, включая: «Билли-лжец» (1963), «Двойник» (1967), «Лечебница» (1972) и «Розовый бутон» (1975).
Кроме фильма «Змеиный яд», выпущенного в 1981 году (год его смерти), в качестве дополнительного оператора, он завершил свою карьеру, в качестве художника по визуальным эффектам в фильмах «Супермен» (1978) и «Супермен 2» (1980).

## Награды и номинации
В 1979 году, Денис Куп был одним из команды художников, получивших специальный «Оскар» в категории «Лучшие визуальные эффекты», за фильм «Супермен».
Кроме «Оскара», Куп также был награждён премией Майкла Бэлкона за работу над «Суперменом».
Он также был номинирован на премию BAFTA за лучшую операторскую работу (ч/б) в 1964, 1965 и 1967 годах за фильмы «Билли-лжец», «За короля и отечество» (1964) и «Банни Лейк исчезает» (1965) соответственно.

## Личная жизнь
За ним в киноиндустрию последовали его сын Тревор (оператор), и трое его внуков: Джейсон (1-й помощник оператора), Гарет (2-й помощник оператора) и Эми (помощник режиссёра)

## Ссылка
- Denys Coop at the Internet Encyclopedia of Cinematographers
- Денис Куп (англ.) на сайте Internet Movie Database